# Софија Драусаљ
Софија Драусаљ (рус. София Рудольфовна Драусаль, Александровск, 25. септембар 1894 — Београд, 22 октобар 1991), оперска певачица, сопран, првакиња Београдске опере. Родом из данашње Украјине, као припадница руске беле емиграције која се после Октобарске револуције населила у Краљевини Срба, Хрвата и Словенаца, била је међу оснивачима Београдске опере Народног позоришта у Београду.

## Биографија
Рођена је 25. септембра 1894 као Софија Рудољфовна Драусаљ у Александровску у Царској Русији, данашње Запорожје у Украјини, од мајке Јекатерине Јевсејевне и оца Рудолфа Каетановича Драусаља. Имала је старију сестру, Паулину Рудољфовну (1886-1983).
У Александровску је завршила гимназију и почела да ради као учитељица, јер је отац био против тога да студира музику. На крају ипак заршава студије соло-певања и клавира на Конзерваторијуму у Одеси, у класи италијанског оперског певача, баритона, Делфина Менотија. 1920. године избегла је у Краљевину Срба, Хрвата и Словенаца. Најпре је стигла у Дубровник, да би се касније исте године преселила у Београд и постала чланица новоформиране Београдске опере, где је била међу пионирима који су је оформили. Пензионисала се 1952. године.
Соња, како јој је био надимак, удала се за руског емигранта Михаила Мишу Лаптева (1. јануар 1892 - 11. април 1970), после чега је свом девојачком презимену додала и удато презиме Лаптев. Умрла је у Београду, 22. октобра 1991. године. Сахрањена је на Новом гробљу.

## Каријера
Певањем почиње да се бави 1919. године у Одеси, као чланица локалног позоришта Интермедија, свега два дана после положеног дипломског испита. До 1920. године и одласка у емиграцију, наступала је са Интермедијом на турнеји по јужној Русији (Ростов на Дону, Харков, Севастопољ). У трупи су били и тада чувени певачи попут баритона Георгија Бакланова и тенора Леонида Собинова. Драусаљева добија епитет "младе певачице која је са лакоћом савладала све техничке потешкоће, истакавши све лепе висине и пијанисима".
Као избеглица стиже у Дубровник где је на концерту чују Милан Грол, управник Народног позориштза у Београду, и драматург Милан Предић, који је позивају у Београд. Стални члан опере у Београду постаје 1920. године, а дебитује 9. фебруара 1921 у улози Ђилде у Риголету. Већ први наступ донео јој наклоност критике, и похвале и симпатије публике. У Београдској опера била је ангажована у два наврата, 1920-1926. и 1927-1928. година, док је у кратком међупериоду наступала у Загребу. У току ангажмана у Београду одиграла је велики број носећих сопранских улога у операма Боеми (улога Мизет), Севиљски берберин (Розина), Аида, Травијата, Борис Годунов (Ксенија), Пикова дама (Пастушка), Кармен (Микаела).
У првој половини 1920-их година, до 1924, као и већина њених руских колега, наступала је у кафани "Руска семија". Кафана је неколико пута мењала имена ("Руски ресторан", "Руска лира"), али је уз чувени "Казбек" увек била најпознатија руска кафана у Београду. У питању су биле вечери под називом "суботњици", које је организовало емигрантско Књижевно-уметничко друштво. Концерти су се понекад организовали и на тераси хотела "Палас". Од 1925. до 1928. године наступала је на концертима које је организовао Руски народни универзитет.
Затим креће на вишегодишњу турнеју по Европи и Африци, где је наступала у јужној Француској (Париз, Ница, Кан, Тулон), Шпанији (Канарска острва), Алжиру и Мароку. 1931. године постаје чланица Руске опере у Паризу, са којом наступа на турнеји по Француској и Шпанији. 1932. се враћа у Југославију и ради као наставник соло певања у Новом Саду, где јој је прекомандован супруг. У Београдској опера наступа повремено као гост, закључно са сезоном 1938/1939. године.
За време окупације у Другом светском рату наступала је у Руском дому у Београду. После 1945. године поново се активира као стални гост Народног позоришта, али се 1946. године повлачи са оперских наступа улогом Ђилде, којом је и започела београдску каријеру двадесетпет година раније. 1948. године постаје солиста Радио Београда, као једна од првих стално ангажованих солиста. Пензионисала се 1952. године.

## Стил
Драусаљева је била колоратурни сопран. Критичари су је сматрали сопраном "невелике носивости", али кристално чистог звука, као и солидне технике, изразите музикалности и сценског шарма. Ширу популарност је стекла и као концертна певачица, јер је поседовала префињени осећај за стил.